# Roseller Lim
Roseller Lim ist eine philippinische Stadtgemeinde in der Provinz Zamboanga Sibugay. Sie hat 43.646 Einwohner (Zensus 1. August 2015).

## Baranggays
Roseller Lim ist politisch in 26 Baranggays unterteilt.
| - Ali Alsree - Balansag - Calula - Casacon - Don Perfecto - Gango - Katipunan - Kulambugan - Mabini - Magsaysay - Malubal - New Antique - New Sagay | - Palmera - Pres. Roxas - Remedios - San Antonio - San Fernandino - San Jose - Santo Rosario - Siawang - Silingan - Surabay - Taruc - Tilasan - Tupilac |